# Pyranocoumarine
Les pyranocoumarines sont une classe de composés chimiques dont la structure consiste en un cycle de pyrane fusionné avec une coumarine. Ce sont des composés phytochimiques peu courants, principalement trouvés dans les plantes de la famille des Apiaceae et celle des Rutaceae. Par exemple, l'orange (Citrus sinensis) et le rangpur (Citrus limonia) sont des sources en xanthyléine et en séséline.
Dans la biosynthèse des pyranocoumarines, la formation du cycle de pyrane se fait par la voie du méthylérythritol phosphate, la coumarine elle étant produite par la voie du shikimate.